# Малисити
Малиситите или Малеситите (известни още като уоластокиики, а на френски: Étchemins и Malécites) са северноамериканско индианско племе, населяващо долината на река Сейнт Джон и нейните притоци, на границата между Ню Брънзуик и Квебек в Канада и Мейн в САЩ. Техните обичаи и алгонкинският им език са близки с тези на съседните микмаки, пасамакуоди и пенобскоти.
Според Договора на Джей от 1794 г. малиситите получават правото на свободно преминаване на границата между САЩ и Канада, тъй като земите им се намират и от двете страни на границата.
Близо 3000 малисити днес живеят в Ню Брънзуик, в племената Мадауаска, Тобики, Удсток, Кингсклиър, Сейнт Мери и Оромокто. Около 600 малисити живеят около река Хултън в Мейн и около 200 в Квебек.

## Име и език
Малиситите са доста близки с пасамакуодите. Двете племена споделят обща култура и говорят диалекти на един език, класифициран към Алгонкинското езиково семейство. Самите малисити се наричат „Уоластокиик-хората на Блестящата река“ (Сейнт Джон). Самото име малисит се предполага, че идва от езика микмак и означава „те говорят зле“ – малисит, или от крии думата „маиисит“ – бавен език.

## Култура
Традиционно, територията им се припокрива с тази на съседните микмаки, пасамакуоди и пенобскот, с които живеят в отлични търговски и приятелски отношения. За разлика обаче от микмак, които живеят по на север, по – мекият климат в долината на Сейнт Джон позволява на малиситите да се занимават със земеделие. Производството на царевица е ключова икономическа дейност. Допълват храната си с лов, събирането на диви храни и риболов. Ловът е по принцип зимно занимание, докато риболова и събирането на храни се извършва през топлите месеци, когато хората се събират заедно в по-големи села. Тези села се състоят предимно от еднофамилни конични вигвами покрити с брезова кора. Има и многофамилни правоъгълни вигвами, както и голям вигвам на Съвета, който може да събере до 100 души. Някои летни села са ограждани с ограда. През зимата племето се разбива на малки ловни групички ръководени от най-добрите ловци. Има обаче и върховен наследствен вожд, който живее в главното село. Като цяло обаче политическата организация става по – формализирана едва по времето на членството им в Конфедерацията абенаки от средата на 18 век. Изглежда тогава се появяват и мирновременните и военните вождове. Военни вождове обаче е възможно да е имало и преди това, но тяхната позиция не е наследствена. Тъй като живеят в доста близки контакти със съседните племена, културата и материалните им неща си приличат. Подобно на съседите си, малиситите шият дрехите си главно от еленови кожи, които богато украсяват с мъниста, пера и други орнаменти.

## История
Малиситите вероятно срещат първите европейци още през 1558 г., когато е картографирана река Сейнт Джон. Най – ранните данни за тях обаче идват от разказите на Самюел дьо Шамплейн по време на пътуването му през 1604 г. Той открива страната по бреговете на Сейнт Джон и нарича живеещите тук туземци „Лес Етчемонс“. Шамплейн е посрещнат приятелски и в негова чест индианците организират голям празник. Още от самото начало малиситите се свързват здраво с французите и остават техни верни съюзници до края на френското присъствие в Северна Америка. Съперничеството в търговията обаче постепенно влошава положението. Напрежението ескалира през 1607 г. в тъй наречената Война Тарантин. Малиситите взимат участие в нея на страната на микмаките срещу пенобскот и източните абенаки. Французите разбира се не са доволни от тази междуплеменна война, но продължават да търгуват и с двете страни. Междувременно първите йезуитски мисионери пристигат в Порт Роял. До 1617 г. съюзът микмак – малисити успява да победи пенобскот и помита абенакските села в източен Мейн, достигайки чак до границата на Масачузетс. По същото време французите построяват форт Ла Тур на Сейнт Джон, който се превръща в сборен пункт за малиситите. В навечерието на Войната на Крал Филип през 1675 г., малиситите стават пълноправен член на Конфедерацията абенаки и се съюзяват с французите в Акадия. След като англичаните влизат във владение на френските колонии, има много спорове за земята. До края на 18 век британските заселници изтласкват племето от най-хубавите земи и до 1856 г. им остават всичко на всичко 15 акра на река Сейнт Джон. Резервати са създадени след 1876 г. В средата и в края на 19 век много хора от племето са принудени да се препитават като хамали, дървосекачи и селскостопански работници. През 20 век много от старите общини са изоставени за сметка на резерватите. Днес около 3000 малисити живеят в 6 резервата в Ню Брънзуик в рамките на Мадауаска, Тобику, Уудсток, Кингсклиър, Сейнт Мерис и Оромокто Първи Нации. Около 600 са членове на групата Хултън в Мейн и около 1200 са част от Бигър Първа Нация в Квебек. Всички тези групи са федерално признати.